# Виджаян, Инивалаппил Мани
Инивалаппил Мани Виджаян или И. М. Виджаян (малаял. അയിനിവളപ്പില്‍ മണി വിജയന, англ. Inivalappil Mani (I. M.) Vijayan; 25 апреля 1969, Триссур) — индийский футболист, нападающий, считающийся одним из лучших футболистов Индии конца XX века. После завершения карьеры футболиста стал актёром.
Виджаян попал в профессиональный футбол, будучи в юношеском возрасте продавцом напитков на городском стадионе в Триссуре. Он был замечен представителями местного клуба «Керала Полис» и со временем стал звездой национального масштаба и самым высокооплачиваемым футболистом страны.
Трижды — в 1992, 1997 и 1999 годах — Виджаян признавался лучшим футболистом года в Индии. В национальной сборной он много лет был твёрдым игроком основы. Он выиграл со сборной Чемпионат Южной Азии 1999 года, в ходе которого установил мировое достижение — забил самый быстрый гол в официальных матчах национальных сборных (на 12-й секунде в игре против Бутана). На Афро-Азиатских играх 2003 года он стал лучшим бомбардиром с 4 голами.
После окончания карьеры футболиста Виджаян открыл в родном городе юношескую футбольную академию.

## Карьера актёра
Впервые Виджаян попал на экраны кинотеатров в 1999 году, снявшись в фильме о своей жизни «Кало Харин». Фильм рассказывает о его, представителя касты неприкасаемых, пути к общеиндийской славе. Этот фильм получил премию Джона Абрахама.
После окончания карьеры футболиста Виджаян сыграл главную роль в фильме на малаялам «Благоразумие» (2000) — человека, убившего своего друга и понёсшего наказание. Этот фильм также был удостоен Национальной кинопремии. В 2006 году он сыграл одну из ролей в тамильском фильме «Тимиру».
И. М. Виджаян участвует в политической жизни Индии, входит в состав партии «Конгресс националистов» (NCP).